# Ongania
Ongania (o de Hongania o Ungania), pron. [ongaˈniːa], è un'antica famiglia lecchese di cui un ramo fu nobile in Lombardia in epoca rinascimentale ed un ramo fu nobile nel Veneto nel XVIII secolo. La casata appare nei documenti per la prima volta sul Monte di Varenna (ora Perledo) nel 1406.
Lo status di nobiltà del casato è asserito, tra gli altri, dall'ing. Giuseppe Arrigoni nel 1857.

## La famiglia Ongania di Perledo
Di antica origine lombarda, alcuni membri della famiglia si stabilirono dapprima a Perledo, poi a Varenna, quindi a Milano, nell'Emilia (dando vita al ramo Ongania per errore di trascrizione), e nel XVIII secolo a Venezia. A Teglio (Sondrio) un palazzo omonimo è di rilevanza storica.
Nel 1406 i fratelli Antonio e Raimondo erano chiamati Ser, titolo riservato alla nobiltà ed il predicato riferito alla località Regolo, ora frazione di Perledo. Fino al secolo XVI per distinguere un nobile da un plebeo era in uso l'appellativo "Ser". Altra fonte ipotizza che il titolo 'ser' fosse indizio di uomini di toga.
Nel 1418 Giacomo, figlio di Raimondo, comanda agli eredi di edificare nella chiesa di San Martino di Perledo un altare dedicato alla S. Trinità e S. Bartolomeo e dotarlo di un legato perpetuo di una messa settimanale.
La famiglia annovera tra i suoi più illustri esponenti:
- ser Antonio de Hongania di Revolo (Regolo) del Monte di Varenna e suo fratello Raimondo (1406)
- ser Bartolomei de Ongania de Revolo (Regolo) (1428)
- ser Petri de Reulo (Regolo) (1485)
- Il nobile Francesco di Regolo fu sindaco di Perledo nel 1698 e sindaco generale della Valle nel 1709.
- Un ramo di questa famiglia nel 16 giugno 1759 venne aggregato al nobile Consiglio di Treviso nella persona di Girolamo, padre di Giulio, confermato questi nella nobiltà di S.R.A 5 agosto 1819, ma con stemma diverso da quello originario.[11]
- Francesco Ongania fu prevosto di Bellano dal 1811 al 1824.
- Ferdinando Ongania( Venezia 1842 - St. Moritz 1911), editore e libraio a cui è dedicata una via nel Lido di Venezia e una a Roma.[12] Padre del pittore Umberto Ongania.
- Nel diciannovesimo secolo notevole fu l'emigrazione del casato in America del Sud: ne venne il generale Juan Carlos Onganía, Presidente dell'Argentina e autore di un golpe contro l'oriundo di Samolaco (Sondrio), Arturo Umberto Illia.[13]
- Giuseppe Ongania (Perledo 1841 - ?), soldato che si unì alla spedizione di Garibaldi (16ª Divisione Cosenz, 1ª Brigata Assanti).[14]
- Giambattista Ongania (Lecco 1842 - Messina 18 agosto 1860), soldato garibaldino, rimase ferito nella battaglia di Milazzo (16ª Divisione Cosenz, 2ª Brigata De Milbits, 4º Reggimento Palizzolo).[15][16]
- Giuseppe Ongania, sindaco di Lecco a cui è dedicata una via cittadina.

Da una stima del gennaio 2014 ci sono dai 500 alle 1000 persone che portano questo cognome in tutto il mondo.
Nel 2022 a Barzio nasce il progetto di una seggiovia "Ongania" che collega il fondo valle con la cresta Ongania.